# 뗏

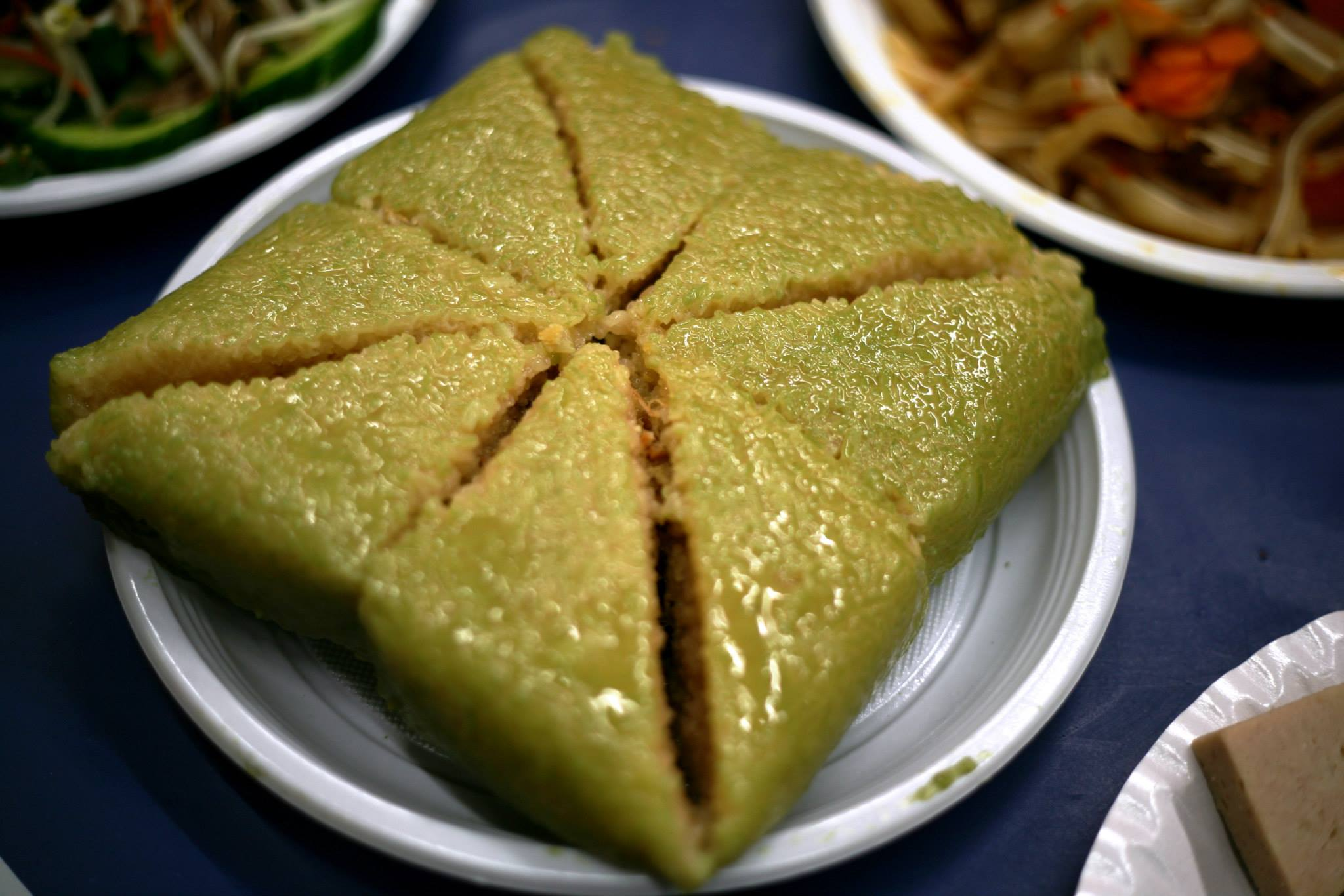
바인 쯩

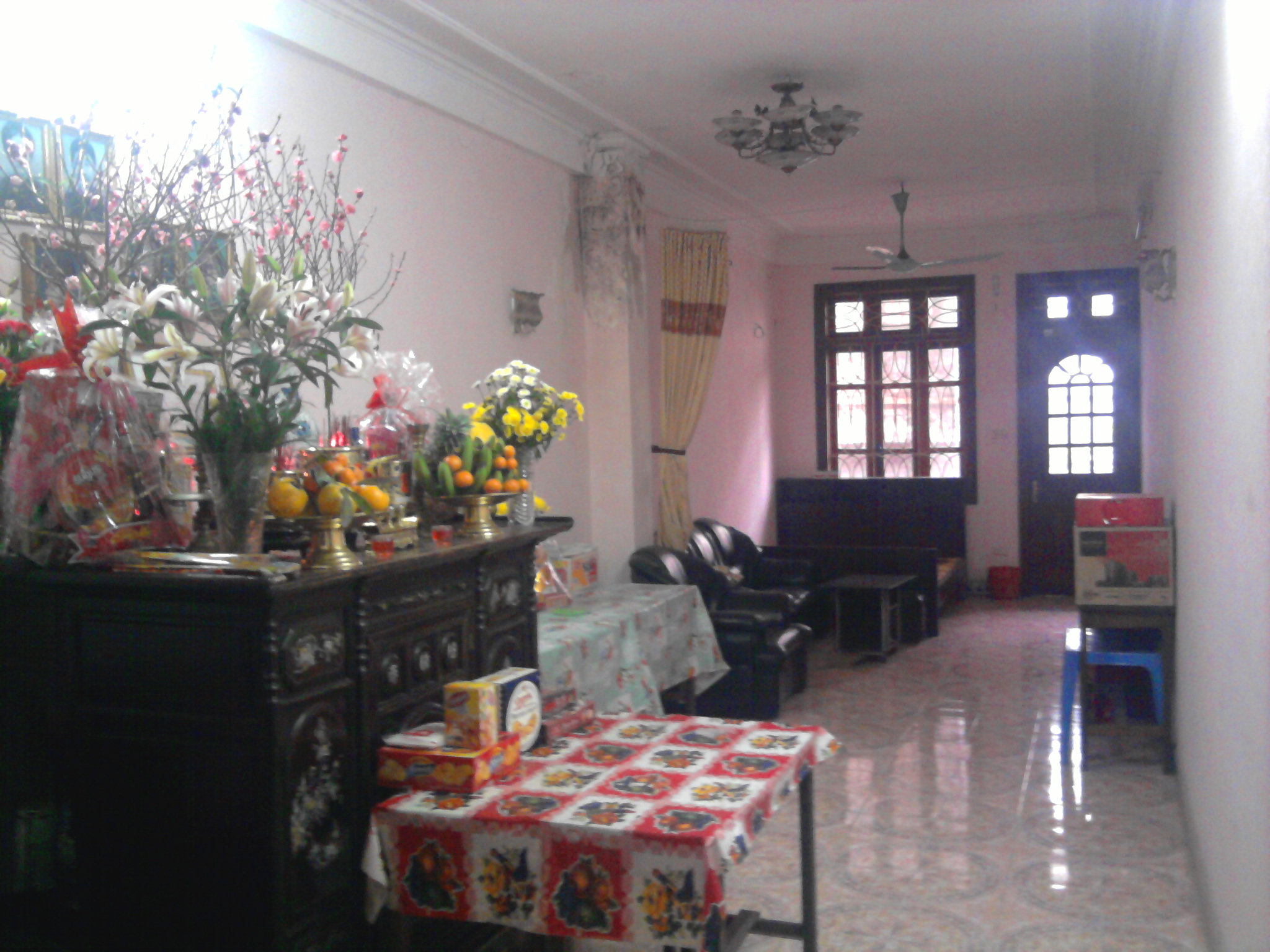
베트남 제사

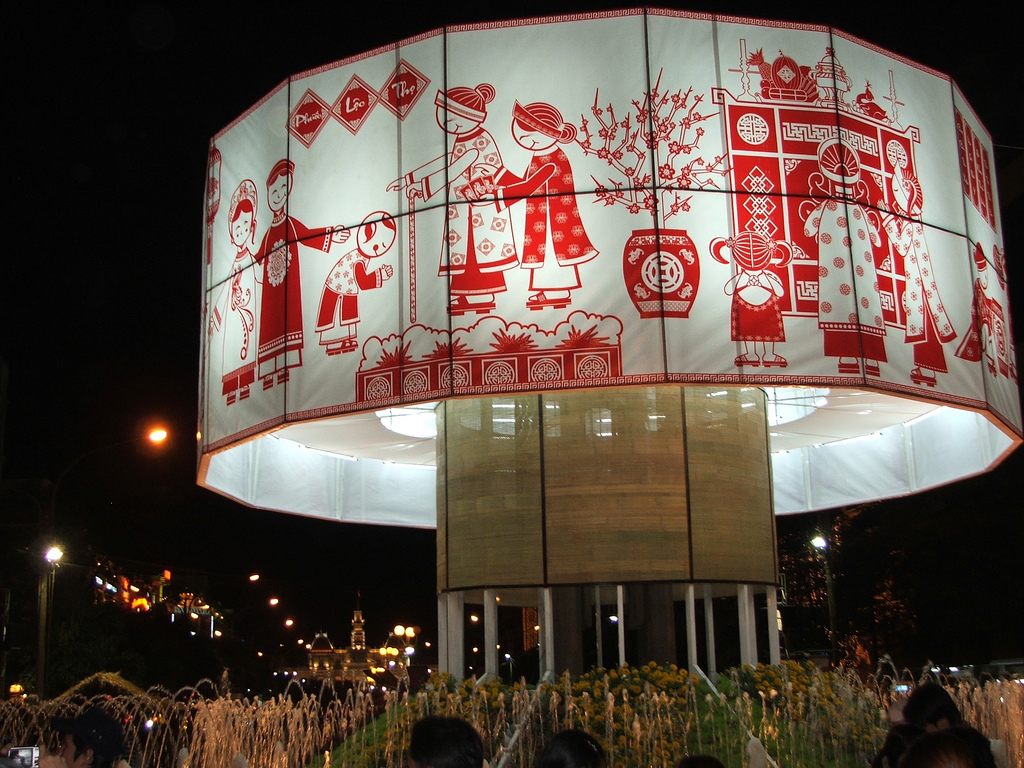
호치민 시의 새해맞이 장식물

뗏'응우옌'단(베트남어: Tết Nguyên Đán/節元旦/원단절)은 베트남의 설날이다. 가장 대표적인 명절이기에 보통 그냥 뗏(베트남어: Tết/節/절)이라고 한다. 새해를 축하하는 의미를 가지며 베트남 문화에서 가장 큰 명절 중 하나이다. 음력으로 1월 1일부터 1월 7일까지 해당하는 긴 연휴이다. 베트남인들은 친지들을 만나 바인 쯩, 반져이 등 전통음식을 만들고 제사를 지내며 연휴를 보낸다. 봄의 시작을 알리는 의미가 있는 날이기도 하다.

## 날짜
1996년부터 2067년까지 뗏의 첫날인 음력 1월 1일은 다음과 같다.
| 십이지                   | 양력            | 양력            | 양력            | 양력            | 양력            | 양력            |
| ------------------------ | --------------- | --------------- | --------------- | --------------- | --------------- | --------------- |
| ㆍ띠 (Tý, 쥐)            | 1996년 2월 19일 | 2008년 2월 7일  | 2020년 1월 25일 | 2032년 2월 11일 | 2044년 1월 30일 | 2056년 2월 15일 |
| 슈 (Sửu, 소)             | 1997년 2월 7일  | 2009년 1월 26일 | 2021년 2월 12일 | 2033년 1월 31일 | 2045년 2월 17일 | 2057년 2월 4일  |
| 전 (Dần, 호랑이)         | 1998년 1월 28일 | 2010년 2월 14일 | 2022년 2월 1일  | 2034년 2월 19일 | 2046년 2월 6일  | 2058년 1월 24일 |
| 마오 (Mão, 토끼/고양이)  | 1999년 2월 16일 | 2011년 2월 3일  | 2023년 1월 22일 | 2035년 2월 8일  | 2047년 1월 26일 | 2059년 2월 12일 |
| 틴 (Thìn, 용)            | 2000년 2월 5일  | 2012년 1월 23일 | 2024년 2월 10일 | 2036년 1월 28일 | 2048년 2월 14일 | 2060년 2월 2일  |
| 띠 (Tỵ, 뱀)              | 2001년 1월 24일 | 2013년 2월 10일 | 2025년 1월 29일 | 2037년 2월 15일 | 2049년 2월 2일  | 2061년 1월 21일 |
| 응오 (Ngọ, 말)           | 2002년 2월 12일 | 2014년 1월 31일 | 2026년 2월 17일 | 2038년 2월 4일  | 2050년 1월 23일 | 2062년 2월 9일  |
| 무의 (Mùi, 양)           | 2003년 2월 1일  | 2015년 2월 19일 | 2027년 2월 6일  | 2039년 1월 24일 | 2051년 2월 11일 | 2063년 1월 29일 |
| 턴 (Thân, 원숭이/거북이) | 2004년 1월 22일 | 2016년 2월 8일  | 2028년 1월 26일 | 2040년 2월 12일 | 2052년 2월 1일  | 2064년 2월 17일 |
| 저우 (Dậu, 닭)           | 2005년 2월 9일  | 2017년 1월 28일 | 2029년 2월 13일 | 2041년 2월 1일  | 2053년 2월 18일 | 2065년 2월 5일  |
| 뚜얻 (Tuất, 개)          | 2006년 1월 29일 | 2018년 2월 16일 | 2030년 2월 2일  | 2042년 1월 22일 | 2054년 2월 8일  | 2066년 1월 26일 |
| 허이 (Hợi, 돼지)         | 2007년 2월 17일 | 2019년 2월 5일  | 2031년 1월 23일 | 2043년 2월 10일 | 2055년 1월 28일 | 2067년 2월 14일 |

## 같이 보기
- 설날
- 춘절
- 쇼가쓰